# Colin Hanks
Colin Hanks, född 24 november 1977 i Sacramento i Kalifornien, är en amerikansk skådespelare, producent och regissör känd för rollerna som Shaun Brumder i filmen Orange County, Alex Whitman i TV-serien Roswell. Han medverkade även i ett avsnitt av miniserien Band of Brothers som Lt. Henry Jones. Hanks spelade även rollen som Travis Marshall i TV-serien Dexter.

## Familj
Colin Hanks är skådespelaren Tom Hanks äldste son. Colin Hanks är sedan 2010 gift med Samantha Bryant och paret fick en dotter i februari 2011, och en andra 2013.

## Filmografi (urval)
- 1999-2001 – Roswell (TV-serie)
- 2001 – Get Over It
- 2001 – Band of Brothers, avsnitt The Last Patrol (gästroll i TV-serie)
- 2002 – Orange County
- 2003 – 11:14
- 2005 – King Kong
- 2008 – My Mom's New Boyfriend
- 2008 – Indiana Jones och Kristalldödskallens rike
- 2008 – Utan spår
- 2008 – The House Bunny
- 2008 – Mad Men (TV-serie)
- 2009 – The Great Buck Howard
- 2010 – The Good Guys
- 2011 – Dexter (TV-serie)
- 2014 – Fargo (TV-serie)
- 2025 – Nobody 2
- 2025 – Nuremberg